# Маловидне (Полтавський район)
Малови́дне —  село в Україні, у Великорублівській сільській громаді Полтавського району Полтавської області. Населення становить 81 осіб. До 2020 орган місцевого самоврядування — Ковалевська сільська рада.

## Географія
Село Маловидне знаходиться за 2,5 км від лівого берега річки Мерла, на відстані 1 км від села Ковалеве та за 1,5 км від села Стадниця. До села примикає лісовий масив (береза, ялина).

## Історія
12 червня 2020 року, відповідно до розпорядження Кабінету Міністрів України № 721-р «Про визначення адміністративних центрів та затвердження територій територіальних громад Полтавської області», село увійшло до складу Великорублівської сільської громади.
19 липня 2020 року, в результаті адміністративно - територіальної реформи та ліквідації  Котелевського району, село увійшло до складу новоутвореного Полтавського району.

## Населення

### Мова
Розподіл населення за рідною мовою за даними перепису 2001 року:
| Мова       | Кількість | Відсоток |
| ---------- | --------- | -------- |
| українська | 81        | 100%     |